# Hyalyris acceptabilis
Hyalyris acceptabilis är en fjärilsart som beskrevs av Archibald C. Weeks 1902. Hyalyris acceptabilis ingår i släktet Hyalyris och familjen praktfjärilar. Inga underarter finns listade i Catalogue of Life.